# Блукаючий бас
Блукаючий бас (англ. walking bass) — безперервне, ритмічно рівномірне, переважно поступеневе ведення лінії басу з використанням як акордових, так і прохідних звуків.

## Використання
Цей спосіб гри широко розповсюджений в сучасному джазі.